# Lonely
Singles de Akon
Baby, I'm Back
(2005) Belly Dancer (Bananza)
(2005)
Lonely (aussi connu comme Mr. Lonely) est une chanson interprétée par le chanteur américano-sénégalais Akon. Elle est issue de son premier album Trouble, paru en 2004. Le single, sorti en 2005, obtient un grand succès dans le monde entier. Il a atteint la première place dans les charts de plusieurs pays comme le Sénégal, le Royaume-Uni, l'Allemagne (8 semaines n°1) et l’Australie. Il a atteint la deuxième place en France, la troisième place au Brésil et la quatrième place aux États-Unis.
Dans ce titre, Akon chante sa solitude après que sa copine l'a quitté. Il s'agit d'une reprise, écrite par G. Allen et A. Thiam, du titre de Bobby Vinton Mr. Lonely dans l'album Roses are Red (1964).

## Clip vidéo
Le clip vidéo  Filmé en janvier 2005. montre Akon très triste à la fin d'une exposition avec un de ses amis l'invitant à sortir, mais il refuse et commence à chanter tout en se rappelant sa petite amie. Alors il sort du théâtre et marche dans la rue. Il rencontre par hasard des couples, un vieux couple, des enfants (qui peut-être rient de lui). La dernière scène montre Akon en train de marcher seul. Cette vidéo est très semblable à celle du clip The One de Shakira.

## Pistes

### Royaume-Uni
CD 1
- Lonely (Édition radiophonique)
- Trouble Nobody

CD 2
1. Lonely (Édition radiophonique)
2. Trouble Nobody
3. Kill the Dance (Got Something For Ya') (feat. Kardinal Offishall)
4. Lonely (Vidéo)

### États-Unis
1. Lonely
2. Lonely (Instrumental)
3. Belly Dancer (Bananza) (Échantillon)

## Classements et successions

### Classement par pays
| Classement (2005)                       | Meilleure position |
| --------------------------------------- | ------------------ |
| Allemagne (Media Control AG)            | 1                  |
| Australie (ARIA)                        | 1                  |
| Autriche (Ö3 Austria Top 40)            | 1                  |
| Belgique (Flandre Ultratop 50 Singles)  | 2                  |
| Belgique (Wallonie Ultratop 50 Singles) | 2                  |
| Tchéquie (IFPI Rádio)                   | 57                 |
| Danemark (Tracklisten)                  | 1                  |
| États-Unis (Hot 100)                    | 4                  |
| États-Unis (Pop Airplay)                | 5                  |
| États-Unis (R&B/Hip-Hop Songs)          | 57                 |
| Europe (Hot 100)                        | 1                  |
| Finlande (Suomen virallinen lista)      | 19                 |
| France (SNEP)                           | 2                  |
| Hongrie (Rádiós Top 40)                 | 15                 |
| Hongrie (Dance Top 40)                  | 21                 |
| Irlande (IRMA)                          | 1                  |
| Pays-Bas (Single Top 100)               | 1                  |
| Nouvelle-Zélande (RMNZ)                 | 1                  |
| Norvège (VG-lista)                      | 2                  |
| Royaume-Uni (UK Singles Chart)          | 1                  |
| Suède (Sverigetopplistan)               | 2                  |
| Suisse (Schweizer Hitparade)            | 1                  |